# Embajada de España en México
La Embajada de España en México es la máxima representación legal del Reino de España en los Estados Unidos Mexicanos.

## Historia
México y España restablecieron las relaciones diplomáticas el 28 de marzo de 1977. Ese mismo año, ambas naciones abrieron embajadas en sus respectivas capitales.

## Embajador
El actual embajador es Juan Duarte Cuadrado, quien fue nombrado por el gobierno de Pedro Sánchez en agosto de 2022.

## La Embajada de España
El edificio de representación del Reino de España es la embajada española en la Ciudad de México. El edificio de la actual embajada española pertenecía al Gobierno de la República española en el exilio y formaba como su embajada en México. En 1977, el encargado de negocios de la República española en México hizo entrega del inmueble que ocupaba su embajada a un representante del gobierno mexicano, quien a su vez lo entregó al representante del Rey Juan Carlos I.
La cancillería y el consulado-general de España se encuentra en Calle Galileo 114, Colonia Polanco, Ciudad de México. Dentro de las instalaciones de la embajada se encuentra oficinas para la Agregaduría de Defensa, la Consejería de Interior, y la Oficina de Comunicación.

## Otras propiedades de la Embajada de España
Aparte, España tiene los siguientes propiedades afuera de las instalaciones de la embajada:
- Residencia de la Embajada (Sierra Candela 69, Colonia Lomas de Chapultepec, Ciudad de México)
- Oficina Económica y Comercial (Avenida Presidente Masaryk 473, Colonia Polanco, Ciudad de México)
- Consejería de Educación (Calle Hamburgo 6, Colonia Juárez, Ciudad de México)
- Consejería de Trabajo, Migraciones y Seguridad Social (Calle Galileo 84, Colonia Polanco, Ciudad de México)
- Oficina Española de Turismo (Calle Petrarca 240, Colonia Polanco, Ciudad de México)
- Oficina Técnica de Cooperación (Calle Hegel 713, Colonia Polanco, Ciudad de México)
- Consejería de Agricultura, Pesca y Alimentación (Calle Hegel 713, Colonia Polanco, Ciudad de México)
- Centro Cultural (Calle República de Guatemala 18, Colonia Centro, Ciudad de México)

## Galería

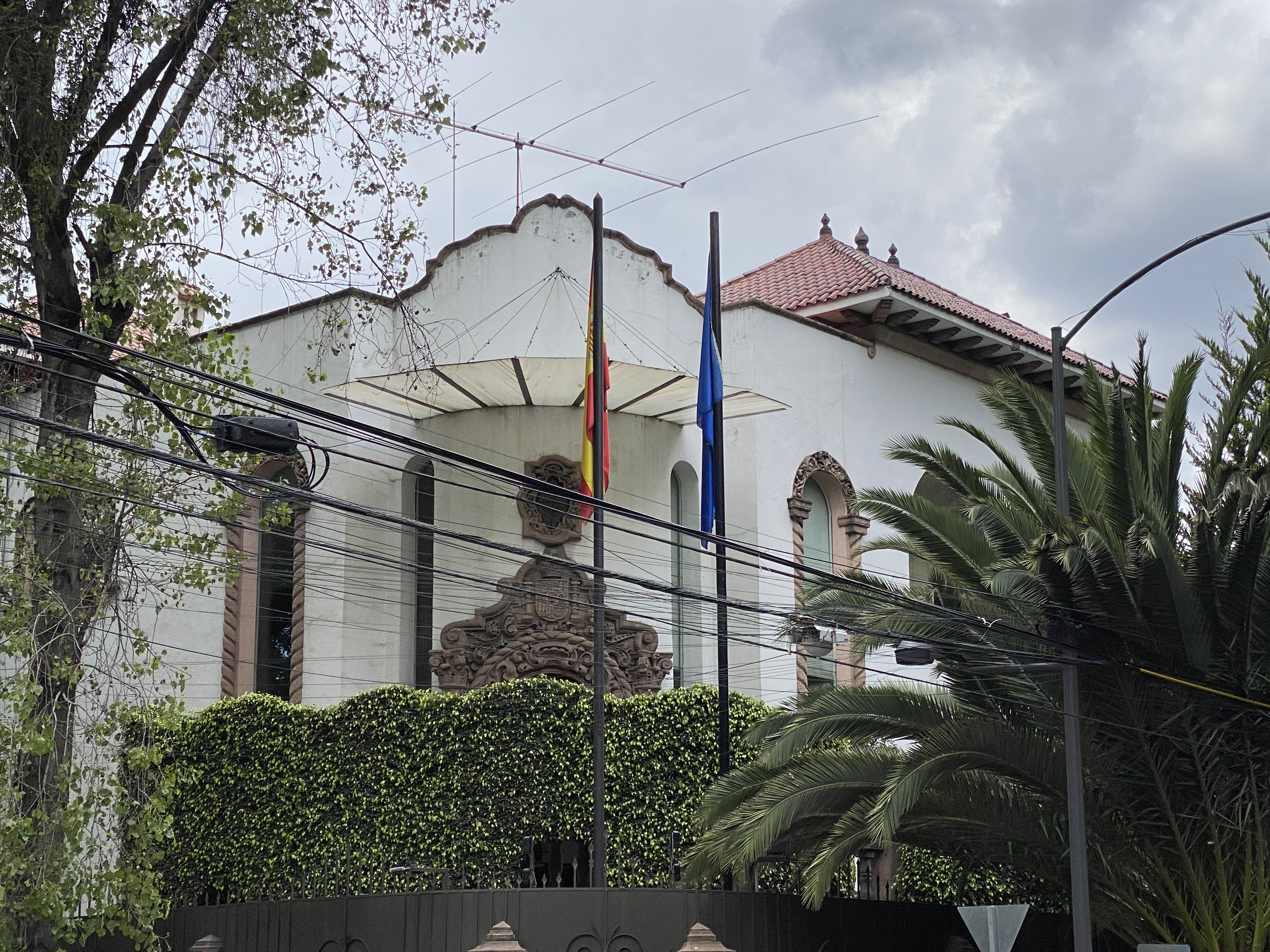
Embajada de España en la Ciudad de México
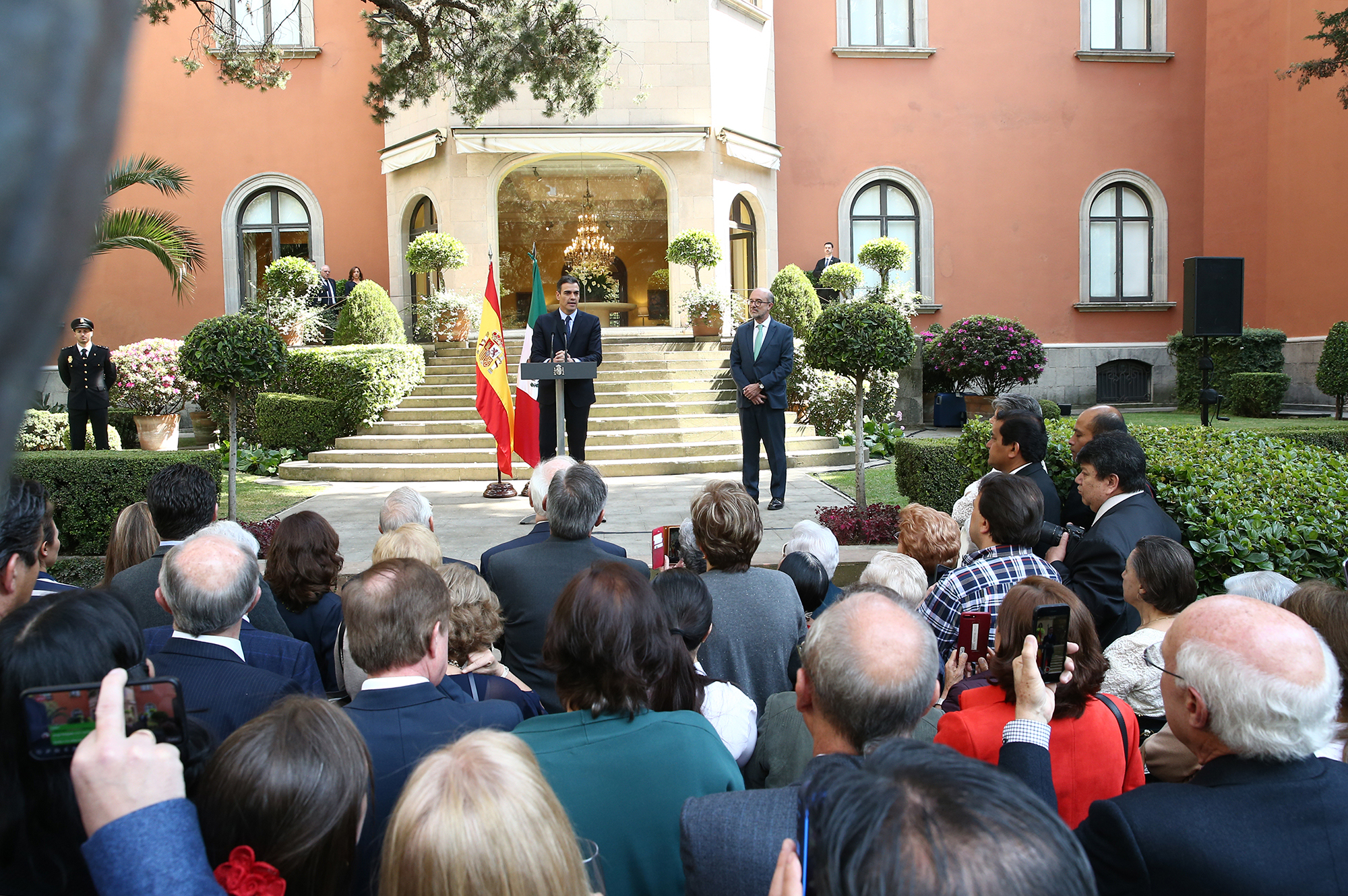
Residencia de la Embajada en la Ciudad de México
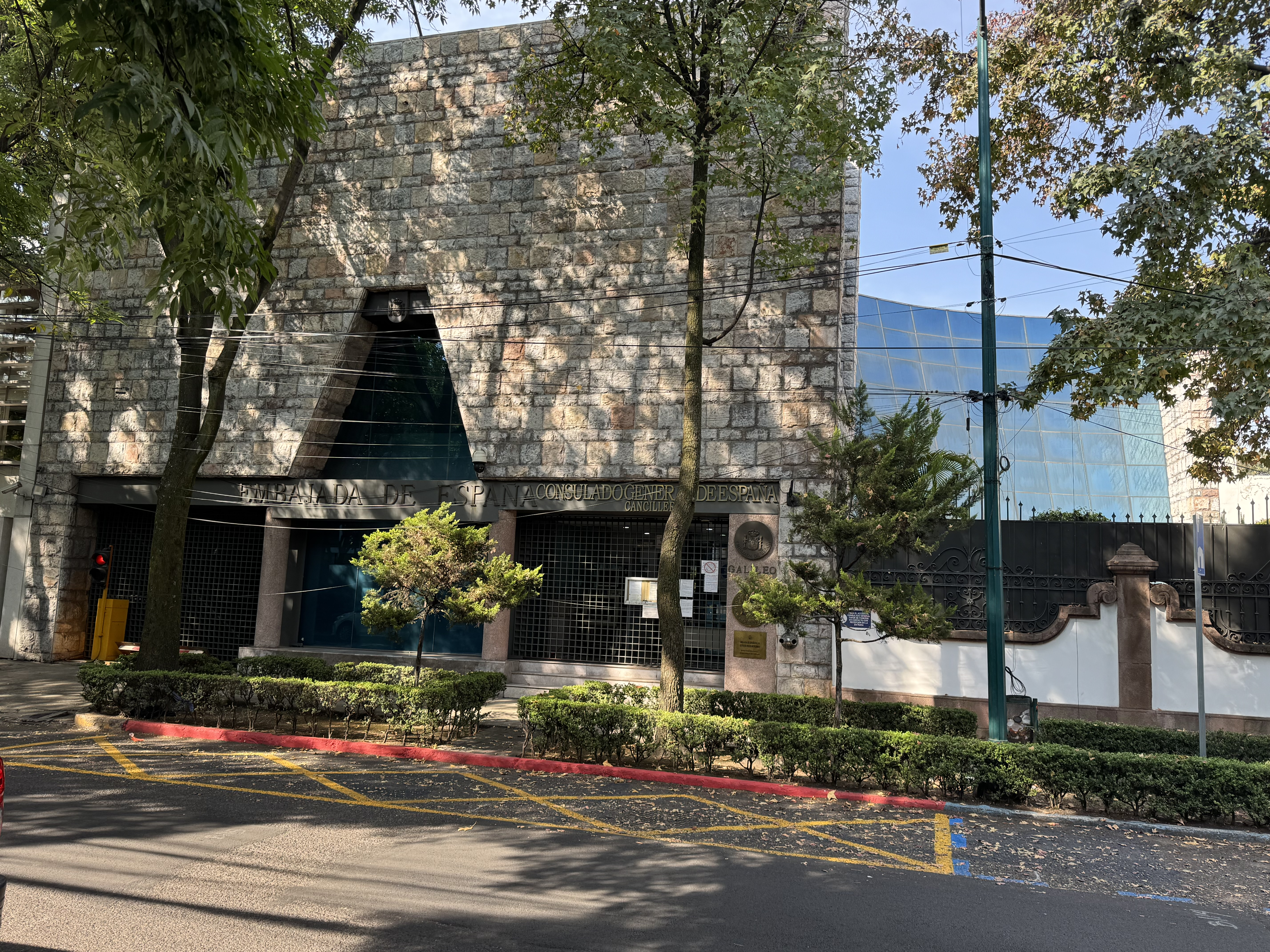
Consulado-General de España en la Ciudad de México
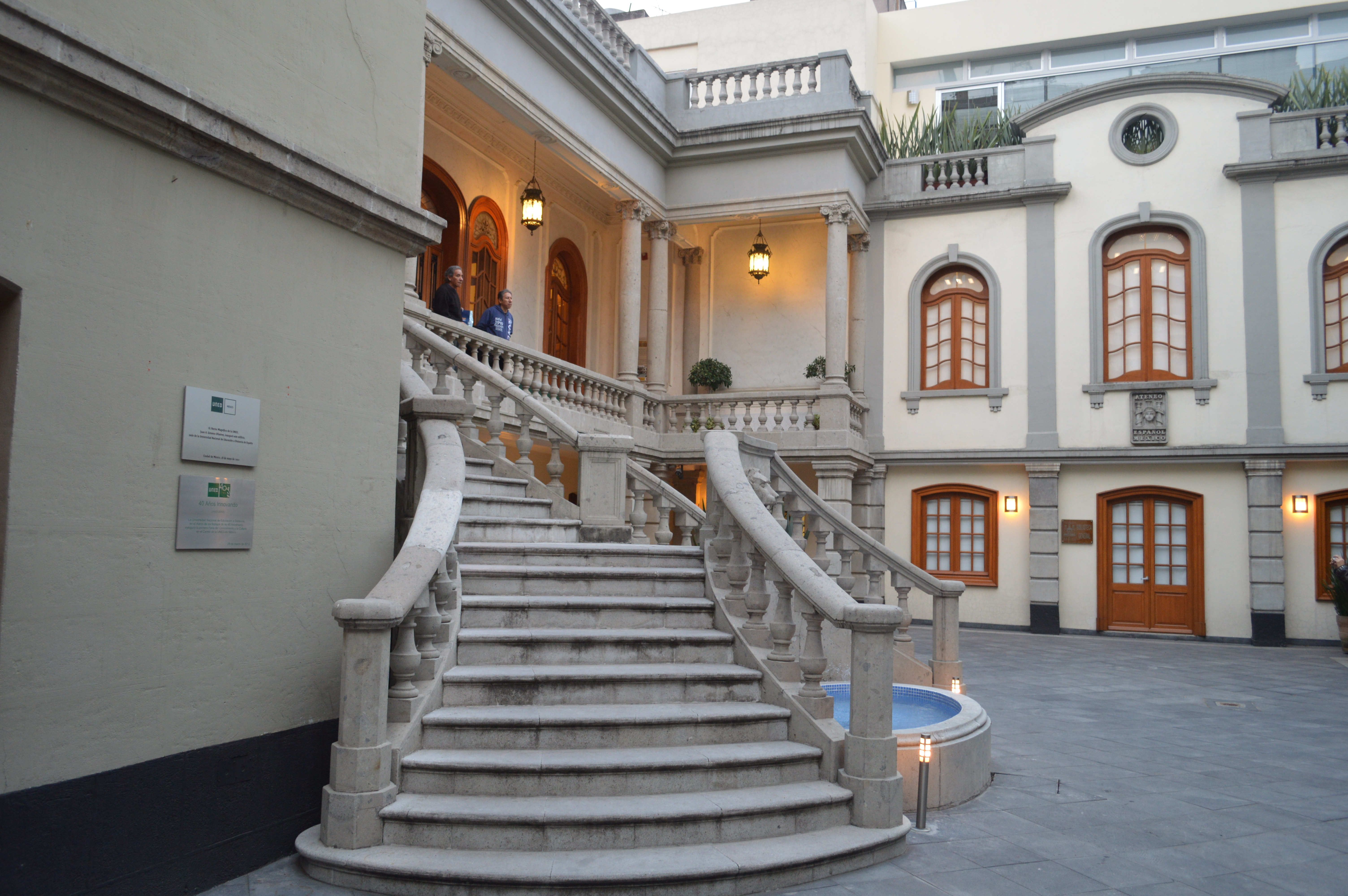
Consejería de Educación en la Ciudad de México
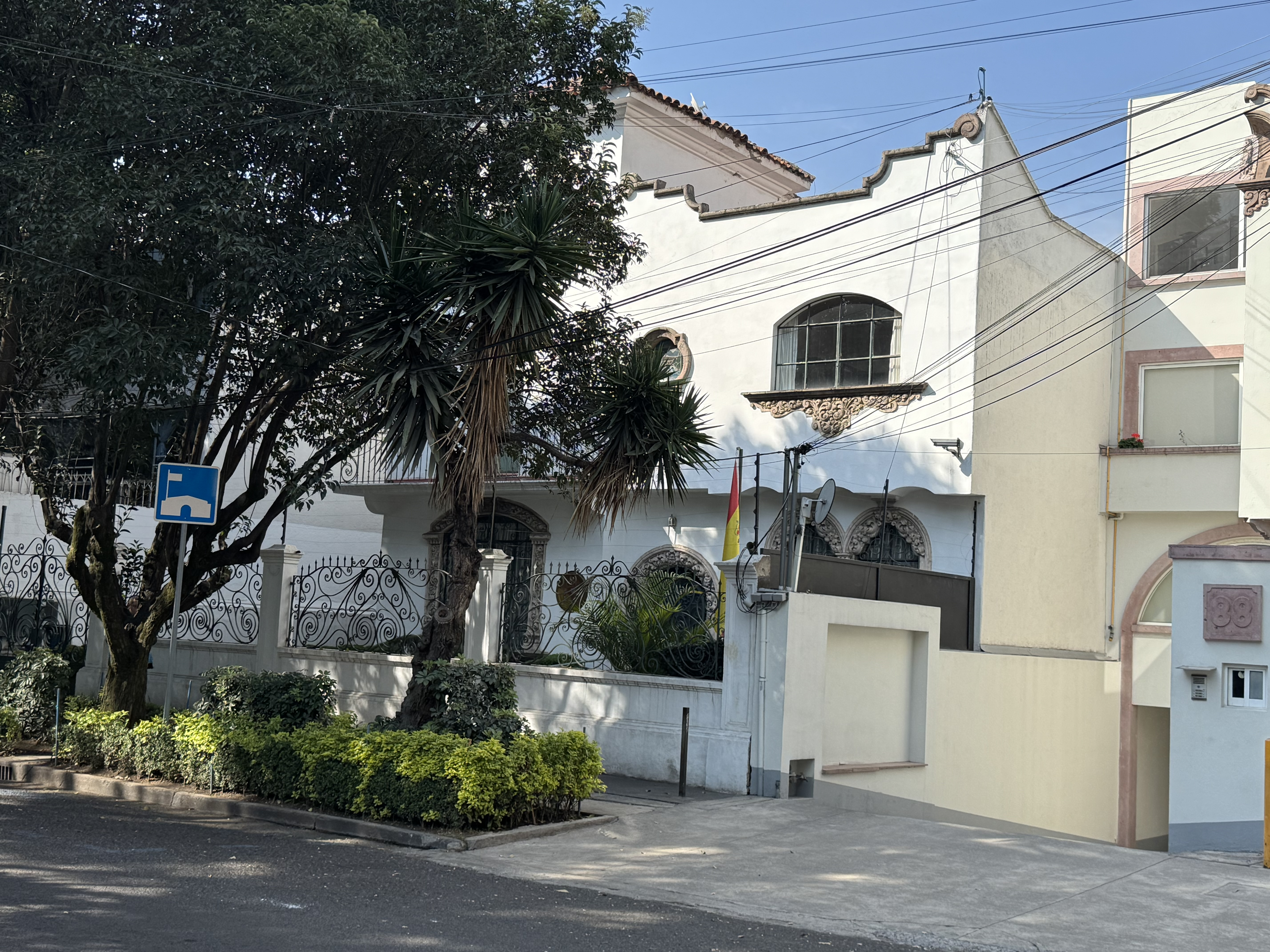
Consejería de Trabajo, Migraciones y Seguridad Social en la Ciudad de México
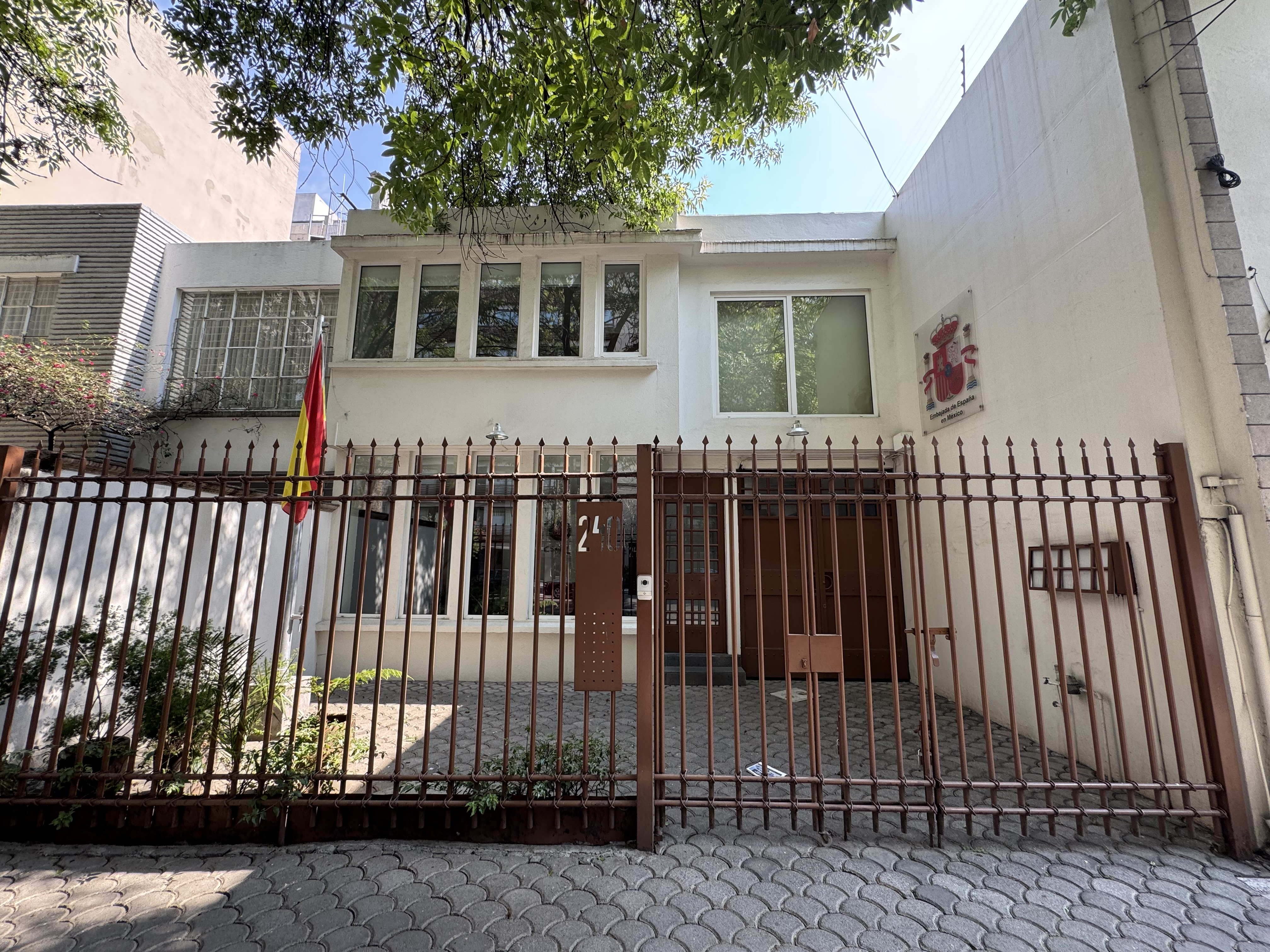
Oficina Española de Turismo en la Ciudad de México
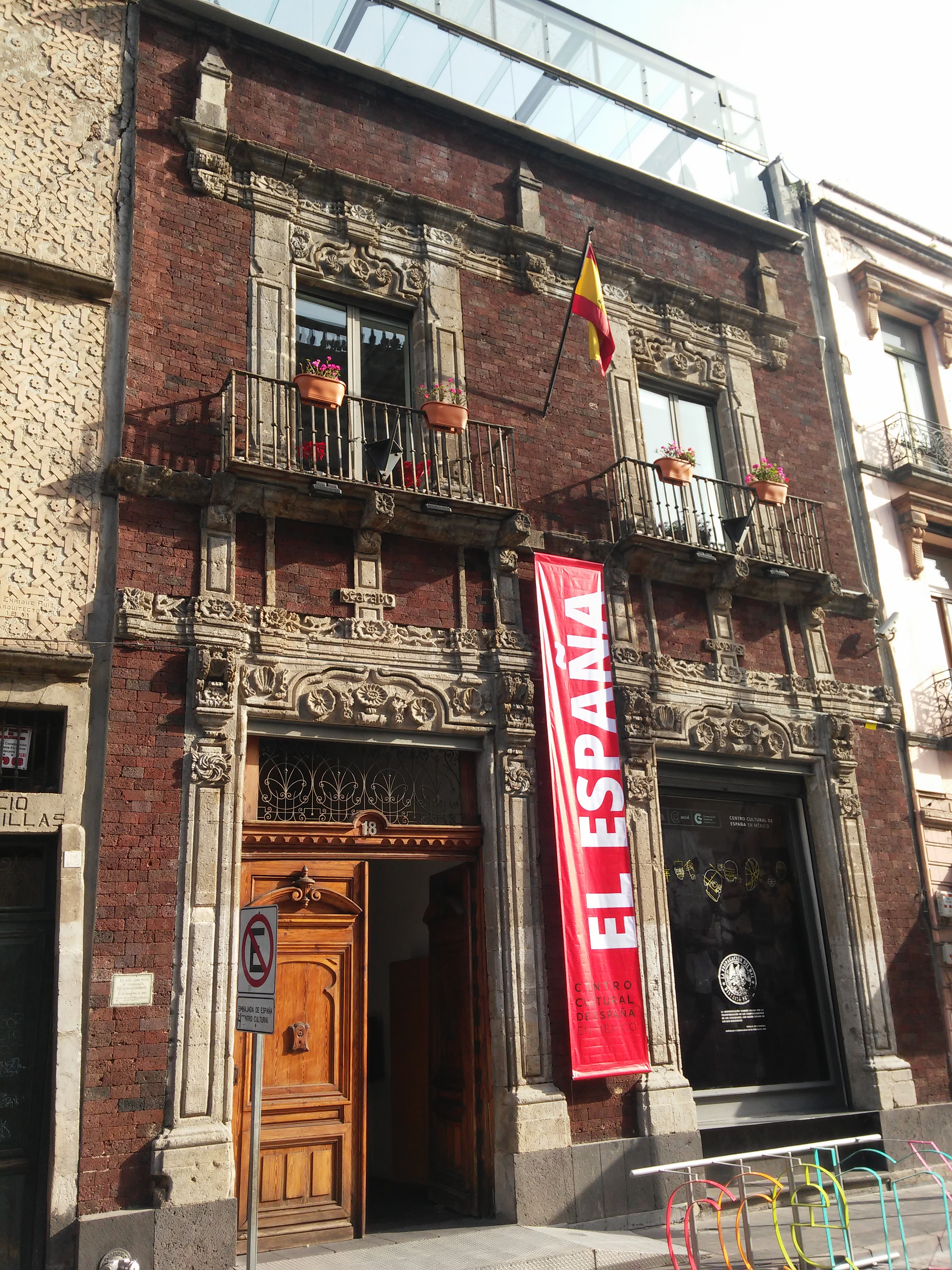
Centro Cultural de España en la Ciudad de México